# Copa de Irlanda de waterpolo masculino
La Copa de Irlanda de waterpolo masculino es la segunda competición más importante de waterpolo masculino entre clubes irlandeses. Se disputa anualmente desde 1920, siendo sus primeros vencedores el Dublin University y el East End al lograr el título de forma conjunta.

## Historial
Estos son los ganadores desde 1990:
- 1990: Half Moon Dublín
- 1991: Half Moon Dublín
- 1992: Guinness Dublín
- 1993: Donegall
- 1994: North Dublin
- 1995: Half Moon Dublín
- 1996: Half Moon Dublín
- 1997: Half Moon Dublín
- 1998: Half Moon Dublín
- 1999: Half Moon Dublín
- 2000: Half Moon Dublín
- 2001: Guinness Dublín
- 2002: Half Moon Dublín
- 2003: Half Moon Dublín
- 2004: Guinness Dublín
- 2005: Half Moon Dublín
- 2006: Half Moon Dublín
- 2007: Cathal Brugha Belfast
- 2008: Half Moon Dublín
- 2009: Half Moon Dublín[2]
- 2010: Half Moon Dublín
- 2011: Half Moon Dublín
- 2012: St. Vincent's Dublín

Los clubs con más títulos de la Copa Irlandesa son Clonard de Belfast, con 28 (1924, 1926, 1928, 1930 a 1935, 1937, 1953 a 1955, 1960 a 1973, y 1985) y Half Moon de Dublín, con 20 (1974 a 1975, 1986, 1989 a 1991, 1995 a 2000, 2002 a 2003, 2005 a 2006, y 2008 a 2011).